# Иглвју (Пенсилванија)
Иглвју (енгл. Eagleview) насељено је место без административног статуса у америчкој савезној држави Пенсилванија.

## Демографија
По попису из 2010. године број становника је 1.644.
| Група             | 2000.    | 2010.         |
| Белци             | 0 (0,0%) | 1.538 (93,6%) |
| Афроамериканци    | 0 (0,0%) | 26 (1,6%)     |
| Азијати           | 0 (0,0%) | 43 (2,6%)     |
| Хиспаноамериканци | 0 (0,0%) | 30 (1,8%)     |
| Укупно            | 0        | 1.644         |